# 다테 다네무네

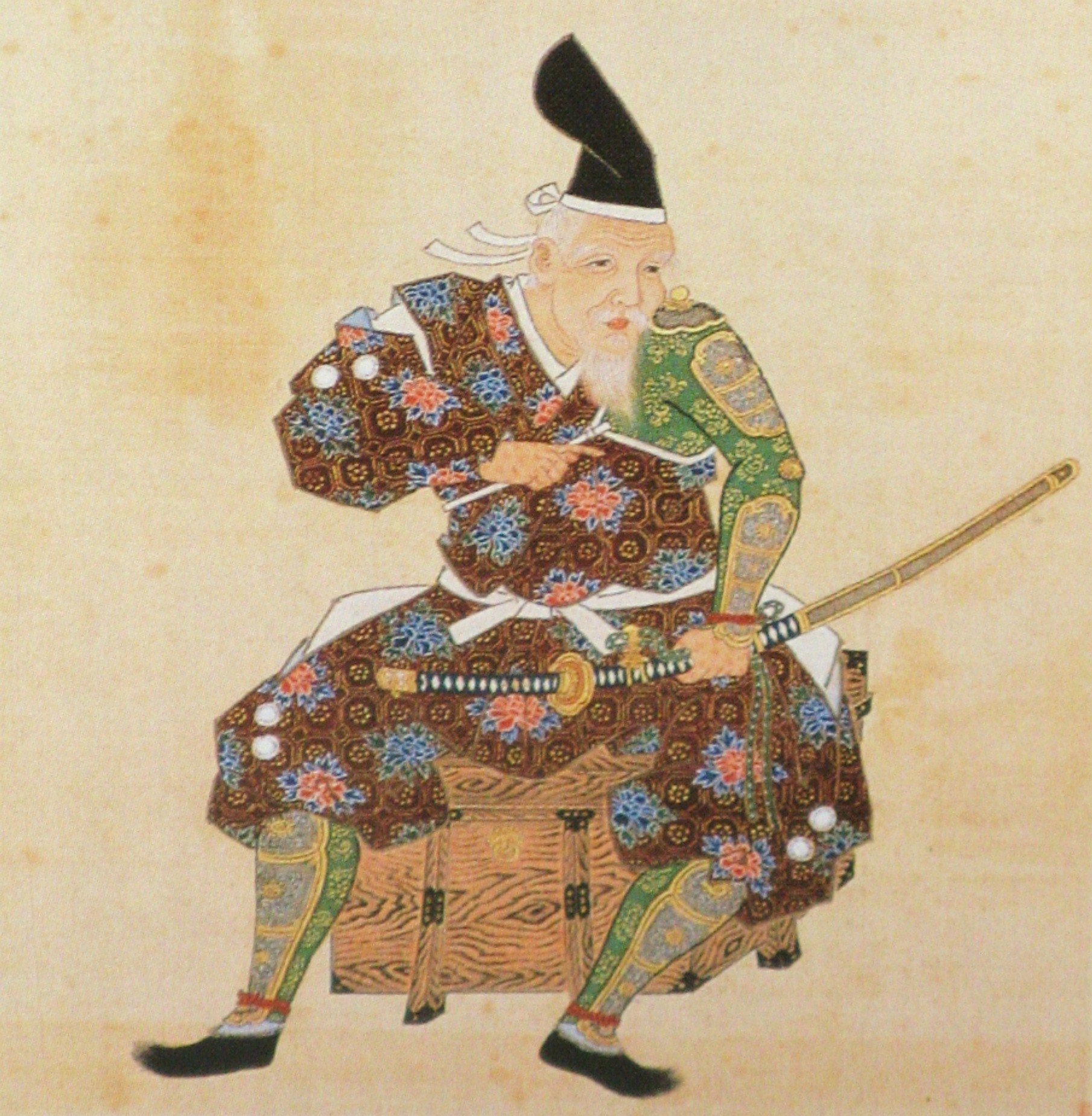
다테 다네무네

다테 다네무네(伊達稙宗)는 센고쿠 시대의 다이묘이다.
| 전임 다테 히사무네 | 제14대 다테 종가 당주 | 후임 다테 하루무네 |